# Les Volontaires de la mort (film, 1931)
Pour plus de détails, voir Fiche technique et Distribution.
Les Volontaires de la mort (Branded Men) est un film américain réalisé par Phil Rosen, sorti en 1931.

## Synopsis
Après que Rod Whitaker et ses amis, Ramrod et Half-a-Rod, se sont fait voler leurs chevaux par des hors-la-loi, ils se rendent dans la ville la plus proche, où Rod postule pour le poste de shérif. Rod tombe amoureux de Dale Winters et, par amour pour elle, promet de protéger son frère Bud, un jeune homme faible. Le patron du saloon Ramsey corrompt Bud parce que son père, le juge Winters, a condamné son frère à la prison, où il est décédé. Ramsey oblige Bud à rembourser sa dette de jeu en commettant un vol. Apprenant les plans de Ramsey, Rod et Ramrod surveillent la banque où le vol doit avoir lieu. Ramrod est tué dans la fusillade qui suit. Troublé par ce qui s'est passé, Bud veut se confesser, mais Ramsey ne le laisse pas faire. Bud décide de le défier, mais en attendant de parler au shérif, il voit une note qu'il sait avoir été envoyée pour attirer Rod et Dale dans une embuscade. Bud monte le cheval de Rod et est blessé à la place de Rod lors de l'embuscade. Bud survit à l'attaque et est en mesure de dénoncer Ramsey. Rod dit à Bud que son sacrifice personnel allégera sa punition pour le vol, et Rod et Dale s'embrassent.

## Fiche technique
- Titre original : Branded Men
- Titre français : Les Volontaires de la mort
- Réalisation : Phil Rosen
- Scénario : Earle Snell
- Décors : Ralph M. DeLacy
- Photographie : Arthur Reed
- Son : Corson Jowett
- Montage : Earl Turner
- Musique : Irving Bibo
- Production : Phil Goldstone
- Société de production : Tiffany Productions
- Société de distribution : Tiffany Productions
- Pays de production :  États-Unis
- Langue originale : anglais
- Format : Noir et blanc  — 35 mm — 1,37:1 — son mono
- Genre : Western
- Durée : 63 minutes
- Dates de sortie : 
  - États-Unis : 8 novembre 1931
  - France : 22 juin 1934

## Distribution
- Ken Maynard : Rod Whitaker
- June Clyde : Dale Winters
- Irving Bacon : Ramrod
- Billy Bletcher : Half-a-Rod
- Charles King : Mace
- Hooper Atchley : Ramsey
- Donald Keith : Bud Winters